# アーヒヒレフア

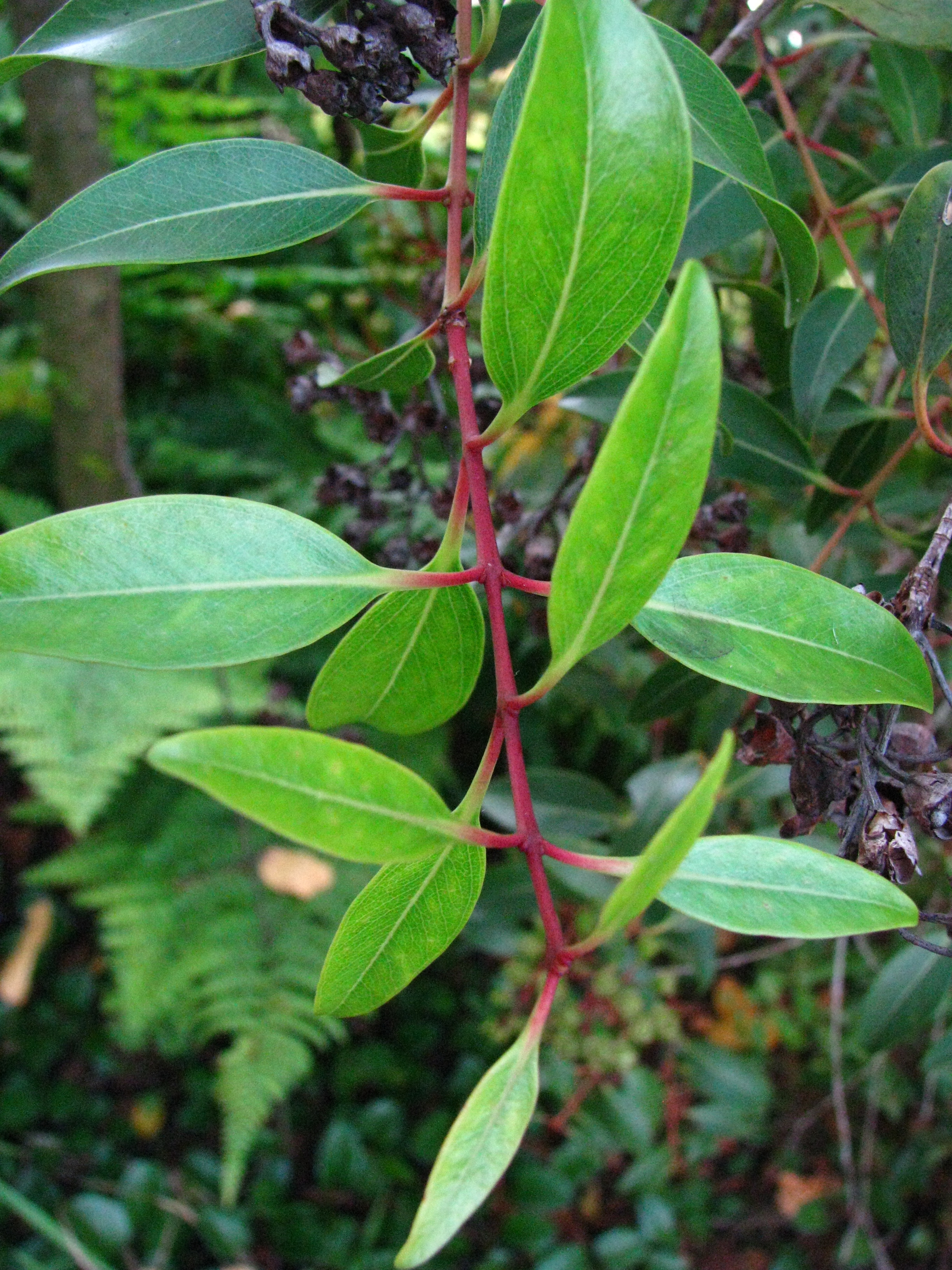
葉は細めで長く葉先が尖っており葉柄は赤い

アーヒヒレフア  (ハワイ語: ʻĀhihi lehua、英語: Ahihi lehua、学名: Metrosideros tremuloides) はハワイ州オアフ島の特定地域に自生する固有種の常緑小高木とその花で、フトモモ科メトロシデロス属に属する。国際自然保護連合  (IUCN) のレッドリストでは絶滅危惧種に指定されている。

近隣種にはオヒアレフア (学名：Metrosideros polymorpha) があるが、分布範囲や枝垂れ気味の枝などの違いがある。オヒアレフア同様に散房状の集散花序の鮮やかな赤い花をつけるが、赤いのは花冠ではなく多くの赤い雄蕊が剛毛のブラシ状に見え、雄蕊はオヒアレフアより短い。またひとつひとつの花の間隔が大きいため隙間が空いて見える事や短めの雄蕊のためオヒアレフアのようにきれいなポンポン状にはならず、また葉は細く長めで葉先が尖っており葉柄が赤いなどの特徴がある。花期は周年で季節を問わないが、散発的なこともある。

## 分布地域
オアフ島東海岸のコオラウ山脈に位置する、カメハメハ大王の1795年のオアフ島侵略の際に戦場となった断崖絶壁があることで有名なヌウアヌ地域に多く自生している。このヌウアヌ地域はハワイの有名な曲アロハ・オエに登場するマウナヴィリの西側にあり、この地域には東海岸からホノルル方面へ抜ける険しい峠がある。アーヒヒレフアはそのような険しい斜面などを好み多く繁茂している。コオラウ山脈以外ではオアフ島西海岸のヴァイアナエ山脈にも分布している。オヒアレフアはハワイ主要6島全般  に分布しているのに対してアーヒヒレフアはオアフ島だけに分布している。分布している標高は45メートルから915メートルだが、125メートルから700メートルに特に多く見られる。

## 名称について
アーヒヒにはハワイ語で、「一つに結ばれた」、「蔓」、「つる植物」などの意味がある。またアー (ʻā) には「燃えるような」、ヒヒ (hihi) には「絡まっている」や「高く称賛される」の意味がある。
ハワイ語ではアーヒヒ (ʻĀhihi)、クーマクア (Kūmakua)、アーヒヒクーマクア (ʻĀhihi kū ma kua)、オーヒアアーヒヒ (ʻŌhiʻa ʻāhihi) などの名でも知られている。クーマクアはアヴァなどその他の植物の種類などにも使用される表現だが意味を示す記録は見つかっていない。しかし民俗植物学者のカーヴィカ・ウィンターが大学院生だった時の修士論文内で、アヴァのクーマクアアはクーマクアヒヴィ (kū ma kuahiwi＝山々の中に立っているの意) が略されて短くなったのではないかと推察している。
日本語では、アヒヒレフアと表記されたり、ハワイ語の別名レフアアーヒヒ (Lehua ʻāhihi) という名でも知られている。なおオーヒアは日本語ではオヒアとも表記される。
学名の属名部分にあたるメトロシデロス (Metrosideros) はギリシャ語の metra（木材の心材）と sideron（鉄）に由来しており、堅木の意味である。また種小名のトレムロイデス (tremuloides) は揺れ動くや震えるという意味で、風の中で葉が揺れ動く様子に由来している。

## 民族植物学 - ハワイ文化との関係
古くからハワイ先住民の口承で伝えられてきたメレやオリに登場しており、「プア・アーヒヒ  (アーヒヒの花) 」というメレや、近代では前述のハワイ王国女王のリリウオカラニ作詞のアロハ・オエの1番に登場する。
伝統的にレイに利用され、アーヒヒレフアはレイ作りに非常に望ましい素材と考えられていた。